# Q-kód
A Q-kódok, illetve az ezeket összefoglaló Q-kódex hárombetűs kódokból állnak, amelyek a hajózásban, a repülésben és az amatőr rádiózásban használatos típusüzeneteket nemzetközi szabvány szerint helyettesítik. A kódok első betűje mindig Q.
A 20. század elején a rádiókommunikáció szikratávírók, majd rádiófrekvenciás távírók segítségével zajlott, ezeken morzekódba átírt üzeneteket továbbítottak. A morzekód viszonylag lassú átviteli mód, emiatt rendszeresen kényelmetlenséget és időveszteséget okozott az üzenetek sablonos részeinek teljes szövegben való, betű szerinti továbbítása. Például a "veszi az adást?" vagy az "azonosítsa állomását" üzenetek gyakran kerülnek sorra, és értelmetlen vesződséggel jár ezek leadása minden alkalommal. A probléma már a vezetékes távírók kezelői számára is ismert volt, a távírászok hamarosan rövidítéseket kezdtek alkalmazni. Ahogy a távírók és az azt használó tengeri hajók által átfogott terület nőtt, egyre nagyobb területeken kellett a rövidítéseket összehangolni, végül egységesíteni. Az egységesítési törekvések eredményeinek egyike a Q-kódex.

## Rövid története
Az első Q-kódokat 1909 körül a brit kormány dolgoztatta ki kereskedelmi hajói és a parti állomások részére. A kódok megkönnyítették a kommunikációt különböző anyanyelvű tengeri rádiótávírászok között is, így hamarosan a nemzetközi használatba is átkerült. Az 1912. július 5-én, Londonban aláírt 3. Nemzetközi Rádiótávírászati Egyezmény (Third International Radiotelegraph Convention) függelékében már negyvenöt Q-kód volt felsorolva. A Q kezdőbetűvé választásának az egyik valószínű oka az, hogy az angol nyelvben, mint a legtöbb európai nyelvben is, a Q-val kezdődő szavak listája igen rövid, és néhány rövidítés kivételével minden esetben U betű követi, tehát az összetéveszthetősége elhanyagolható.

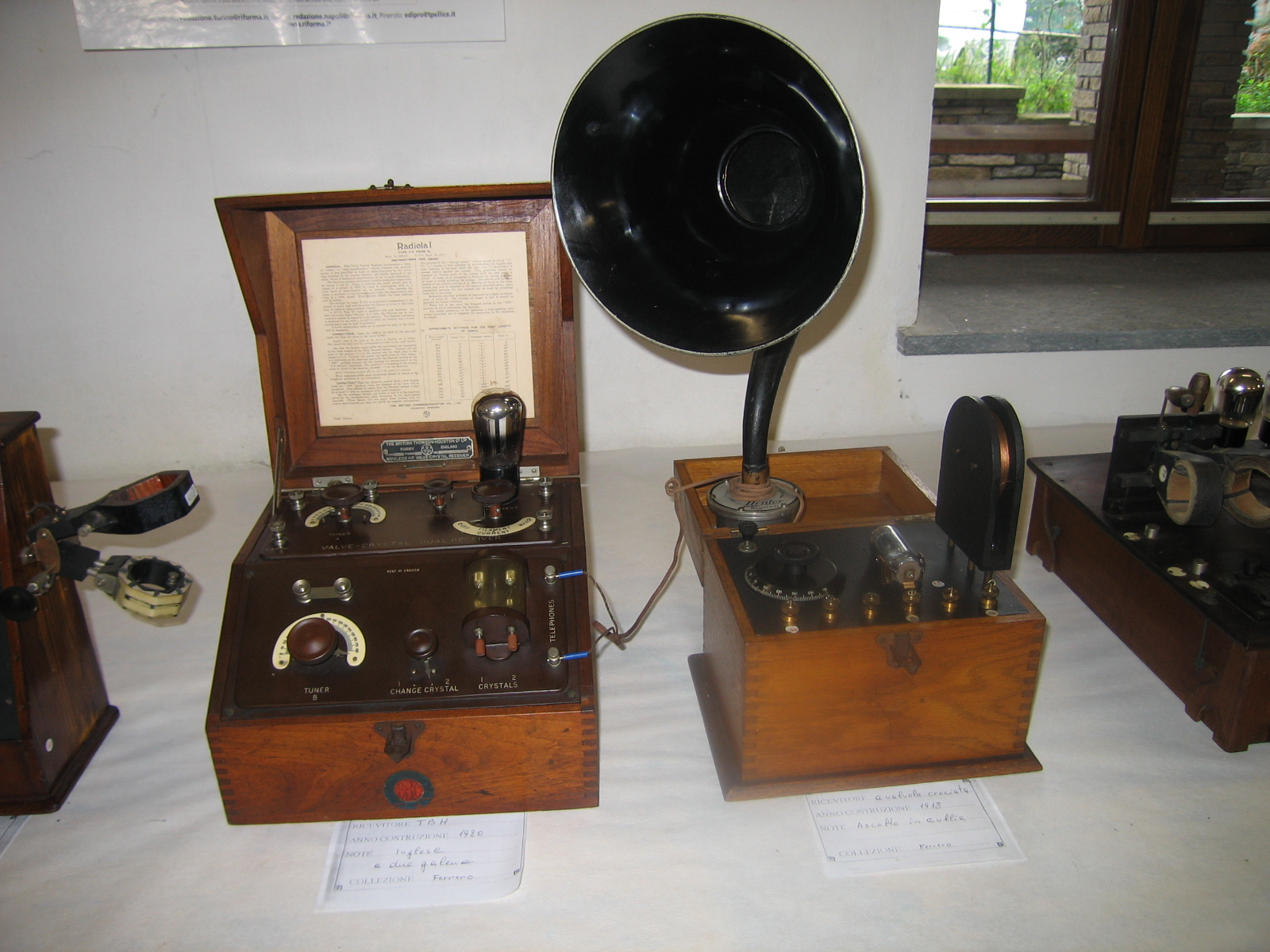

Néhány Q-kódot hamarosan átvett az amatőr rádiózás. 1915 decemberében a csak egy évvel korábban megalakult amerikai rádiótávközlési egyesület, az ARRL elindította QST című, rádióamatőröknek szóló lapját. Címül az „általános hívás minden állomásnak” jelentésű, az amatőrök között addigra már ismertté vált Q-kódot választották.
Az eltelt évtizedek során a Q-kódexet számos alkalommal újabb kódokkal bővítették. Így már rövidítések találhatók benne az időjárási adatok közléséhez, a rádió-iránykeresés és a rádiónavigáció eljárásaihoz, és balesetek sérültjeinek vagy túlélőinek felkutatására vonatkozó információk közléséhez is.
Ugyanakkor vannak olyan kódok, amelyeknek az átalakult gyakorlat értelmetlenné tette a használatát. Például a QSW kódnak kezdetben ez volt a jelentése: „Emelje a szikra frekvenciáját.” Ám az egyszerre sok frekvenciasávot elfoglaló szikratávírók használatát az 1920-as években általánosan beszüntették, vagyis a kódot ezzel a jelentéssel fölösleges lett volna fenntartani. Így ezt és a hasonlóan idejétmúlttá vált kódokat az időnként nemzetközi együttműködésben elvégzett átdolgozások során felszabadították, illetve új jelentést határoztak meg hozzájuk. A QSW kód jelentése ma: „A ... kHz-es frekvencián fogok adni.”
A technikai lehetőségek bővülésével együtt a rádiókommunkáció egyes területein a morzejeles adást kivonták a gyakorlatból. Részben a betűírásos digitális üzenetváltást, a rádiótelexet és utódait vették használatba – ezek legutóbbi változata a légi közlekedésben használt AFTN rendszer –, részben pedig a szóban történő kommunikációt. Az igény a szabványüzenetek gyors továbbítására azonban ezzel nem szűnt meg, így a Q-kódok egy részét jelenleg (2009) is használják, többnyire a betűírásos üzenetekben, de az élőszavas kommunikációban is. Így ha egy rádióamatőr ezt a kérdést teszi fel: „Mi a QTH-d?”, akkor csak arra kíváncsi, hogy a másik fél pontosan hol van, mik a földrajzi koordinátái. Ha egy frekvencián akár szóban, akár morzejelekkel a QRL kódot közli, akkor azt akarja megtudni, hogy használja-e éppen azt a frekvenciát valaki. A légiforgalomban rendszeresen használatban van a QNH kód, amely az utána következő számmal együtt a magasságmérők beállításához közöl egy aktuális légnyomásértéket (lásd még Nyomásmagasság).
Azokon a területeken, ahol a morzekódos rádióforgalmazás nem szűnt meg, például a távolsági amatőr rádiózásban, a Q-kódokat és másféle egyezményes rövidítéseket még ma is használják. A tévedési lehetőségek csökkentése érdekében az amatőr rádióállomások hívójelei között ma sem szerepelhetnek Q betűvel kezdődő azonosítók.
A Q-kódex mintájára másféle rövidítéskódexek is születtek, így például a NATO tagországai közül sokban használják a katonai célú kommunikációban a Z-kódexet, olyan típusközleményekkel, amelyeket más kódexek nem tartalmaznak egységesen. Ezeken felül a különféle kommunikációs területeken számtalan egyéb rövidítés létezik, amelyek hivatalos vagy csupán egyezményes összefoglalókból ismerhetők meg.

## A Q kódok felosztása különféle szolgálatok között

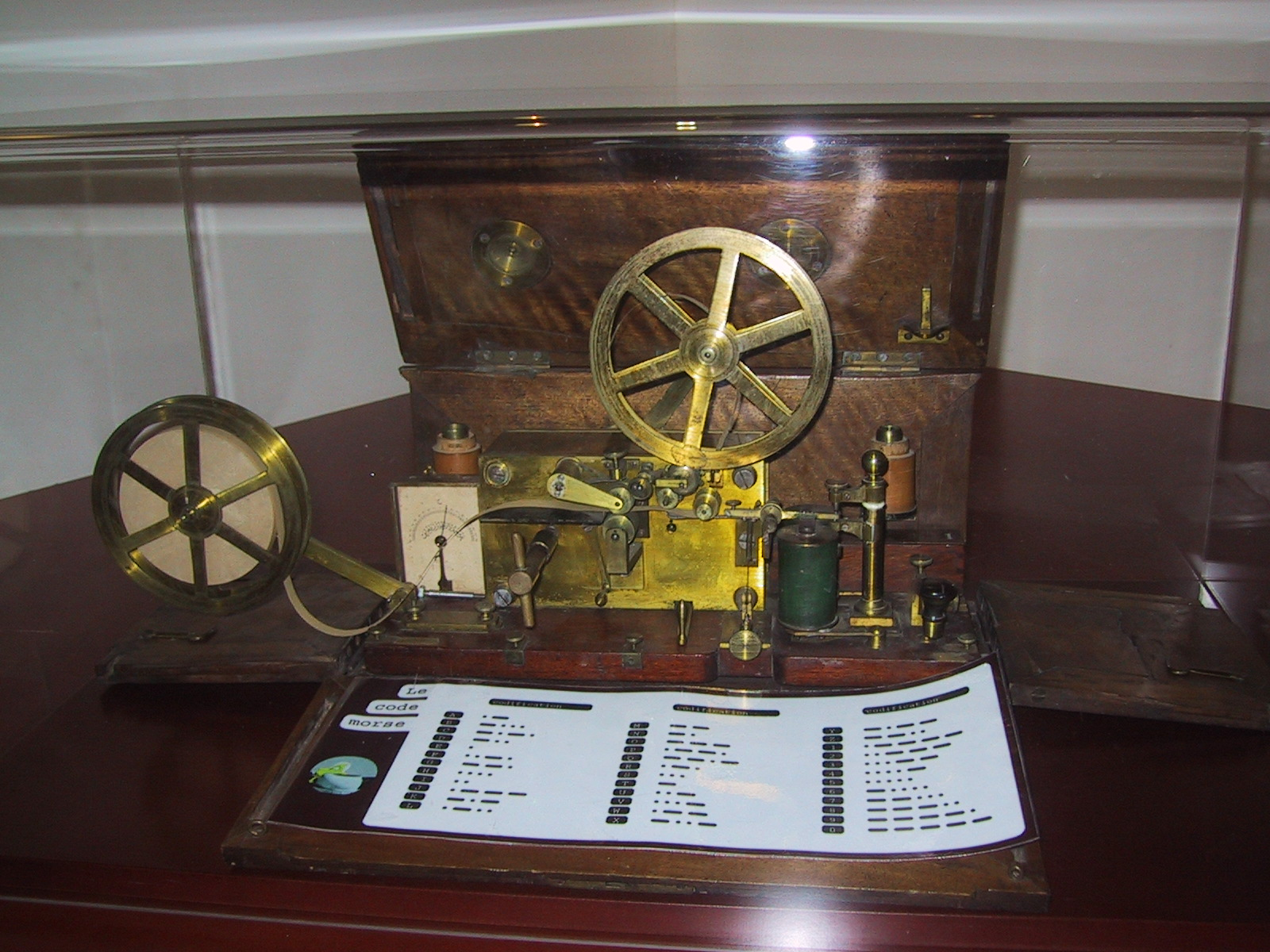
morzetávíró 1837-ből

| Q kód tartomány | Szolgálat |
| --------------- | --- |
| Q[A..N][A..Z]   | Légiforgalmi irányítás Q kódjai (ICAO által rendszeresítve)                                                                  |
| QN[A..Z]        | Hálózati irányítási kódok, különféle szolgálatok eltérően használják                                                         |
| Q[O..Q][A..Z]   | Hajózási forgalmi kódok |
| Q[R..U][A..Z]   | Rádióforgalmazási Q kódok (ITU által rendszeresítve). Mindegyik szolgálat használja, amely rádiófrekvenciás úton kommunikál. |

## A kódok értelmezése
Egy Q-kódnak szinte mindig két különböző értelmezése van. A kód az üzenetben elküldhető kérdésként, ekkor a végére egy kérdőjelet is tesznek, és küldhető válaszként vagy kijelentésként, ekkor nincs utána írásjel. Ha például egy rádióállomás, amely lehet szárazföldi, tengeri, légi egyaránt, ezt az üzenetet küldi el:
```
QRV?
```

az egyenértékű azzal, mintha ezt a kérdést tenné fel a másik állomásnak:
```
Készen áll?
```

Ha a másik állomás felkészült a korábban már egyeztetett lépésre vagy manőverre, akkor nem azt válaszolja, hogy YES, hanem elküldi a válaszváltozatát a kérdésnek, amely ez esetben megegyezik:
```
QRV     ("Igen, készen állok.")
```

Ha az igenlő választ így küldik el, az biztosítékot ad arra, hogy az állomás valóban arra a kérdésre válaszol, amire a másik a választ várja, illetve hogy a két állomás között nem történt félreértés.
Az is lehetséges, hogy ha az egyik állomás felkészült a műveletre, és ezt kérdés nélkül tudatni akarja a másik állomással, akkor szintén ezt az üzenetet küldi el:
```
QRV     ("Készen állok.")
```

Hasonló a helyzet a „QFI” kóddal. Kérdésként:
```
QFI?    ("A repülőtér fényei égnek?")
```

válaszként pedig:
```
QFI     ("Igen, a repülőtér fényei égnek.")
```

Ha kérdés nélkül küldi el az állomás ezt a kódot, akkor az itt már mást jelent:
```
QFI     ("Kérem, kapcsolja be a repülőtér fényeit.")
```

Itt jegyzendő meg, hogy a nyílt kódolást, mint például a Q-kódot is használó rádióállomások, pilóták, távírászok egyéb rövidítéseit más gyűjtemények, szabályzatok rögzítik, így az igenlő és nemleges válaszok, az üdvözlés, a bemutatkozás formuláit is. A „nem” válasz rövidítésére az egyik ilyen rendszer szerint az „N” betűt használják, a „NO” üzenetet a №, azaz a sorszám jelölésére tartják fenn. Ezek szerint az előbbi kérdésre lehetséges a következő válasz is:
```
QFI N      ("Nem, a repülőtér fényei nem égnek.")
```

- Megjegyzés: hasonlóképp formulagyűjtemények alapozzák meg a teljes szavakban fogalmazott üzeneteket is, azért, hogy az állomások lehetőleg kiismerhető, félreérthetetlen szerkezetű üzeneteket váltsanak egymással. A repülésben használt ilyen gyűjteményt fónia néven ismerik.

Sok olyan Q-kód van, amelyhez kiegészítő adatok is tartoznak. Egy repülőgép a repülőtér gurulóutjain való közlekedéskor például kérdezheti ezt:
```
QCH ...?       ("Gurulhatok a ... pontig?")
```

A három pont itt egy a helyzet szerint választott azonosító jel helyét jelöli. Ha a gurulóutak egyik várakozási pontját TWY-Y-nak hívják, akkor az arra vonatkozó kérdés így szól:
```
QCH TWY-Y?     ("Gurulhatok a TWY-Y pontig?")
```

Az irányítószolgálattól érkező válasz:
```
QCH ...        ("Engedélyezem a gurulást ... pontig.")
```

Bonyolultabb eset a következő példa:
```
QMU ...?
```

Itt már jól látszik a rövidítések által nyert idő, ugyanis ez a kérdés ezt helyettesíti:
"Mennyi a felszíni hőmérséklet a ... helyen, és mennyi a harmatpont ugyanott?"
A válaszul közölt információ így néz ki:
```
QMU ... ... ... ...    
```

("A felszíni hőmérséklet ... helyen ... órakor ... Celsius-fok volt, a harmatpont ugyanakkor ... Celsius-fok.")
A válasz már négy paramétert tartalmaz, amelyek sorrendje mindig ugyanaz, felcserélni őket soha nem szabad, hiszen attól megváltozhatna az üzenet értelme. Például a tököli reptérről egy száraz őszi délután érkezhet ez a válasz:
```
QMU LHTL 1600 12 9
```

Az adatokból már az is látszik, hogy ha a levegő páratartalma nem változik, akkor az éjjel esetleg 7-8 °C-ra hűlő levegőben enyhe köd várható, amely a látástávolságot csökkenti.
Nézzünk meg még egy sajátos esetet:
```
QOD ...?     ("Kommunikálhatunk ... nyelven?")
```

Ebben a hajózásban használt kódüzenetben a nyelv helyén egy kódszámnak kell állnia, 0-tól 9-ig tíz nyelv van a számhoz rendelve, ezek közül kell választani. (Holland, angol, francia, német, görög, olasz, japán, norvég, orosz, spanyol.) A kérdés ez esetben több számot is felsorolhat. A válasz természetesen szintén ezeknek a kódszámoknak valamelyikét fogja tartalmazni.
Egy üzenetben természetesen több Q-kód, egyéb rövidítés és adat is szerepelhet. Utolsó példaként nézzük egy szorult helyzetbe került kisebb repülőgép üzenetét:
```
BUD APP W-KYTN QDU QDU QBF FL130 VEBOS QTM 113 380 KT AIR QFH? QFH? W-KYTN
```

Eszerint a W-KYTN jelű gép a budapesti közelkörzeti irányítót értesíti arról, hogy megszakítja a műszeres navigálásra épített repülési tervet, feltehetően valami műszaki hiba miatt, felhőben repül a 130-as repülési szinten (kb. 4 km magasan) megközelítőleg a VEBOS navigációs pont felett (a Velencei-tó közelében), 113 fokos (kelet-délkeleti) irányban, 380 csomós sebességgel, és engedélyt kér a felhőalap alá való süllyedésre, nyilván hogy vizuális navigációra térhessen át. Az irányítószolgálat az engedélyt valami ilyen formában fogja közölni:
```
W-KYTN W-KYTN QFH QFH BUD APP
```

az ismétlést az egyértelmű, félreérthetetlen válaszadás indokolja, mivel a téves magasságváltás egy erős forgalmú körzetben közvetlen veszélyhelyzetet idézhet elő.
Említést kíván, hogy a példákban látható szóközök közül azokat, amelyek hiánya semmiképpen nem okozhat félreértést, így a Q-kód és az azt követő első paraméter közötti szóközt is gyakran elhagyják. Eszerint az előbbi példában látható irányszög-adatot így is közölhetik: "QTM113".

## Példák
A Q-kódex QAA–QNZ tartományában a légiforgalomban, a repülésben használatos szabványüzenetek szerepelnek, a QOA–QQZ tartományban pedig a tengeri hajózásban használt üzenetek. A QRA–QUZ tartományban a két terület közösen használt üzeneteit, valamint a rádiótávközlésben előkerülő általános célú üzeneteket találjuk, a rádióamatőrök is sok kódot használnak ezek közül. A megnevezett tartományokban számos olyan kód van, amelyhez jelenleg nem tartozik rögzített jelentés, ezeknek a felhasználásáról az ide vonatkozó nemzetközi egyezmények időről időre újra rendelkeznek.
A kódtartományokban annak általános céljától eltérő, külön zónák is előfordulnak, így például a QJA–QJZ kódok a radioteletype (RTTY), azaz egyfajta betűírásos telexkapcsolat területén merülhetnek fel.
A QVA-QZZ tartományt egyelőre fenntartják későbbi felhasználásra.

### Hajózás
A hajózás sajátos üzenetei számára fenntartott QOA–QQZ sorozat nagy része még felhasználatlan. Az üzenetek zöméhez a repülési és az általános üzenetek között találhatók megfelelő kódok.
```
QOB?          "Tud rádiótelefonon beszélni, a 2182 kHz-es vészfrekvencián?"
```

```
QOC           "Beszélhetünk rádiótelefonon a 16-os általános csatornán.
```

```
QOH ...       "Küldjön egy ... másodperces mérőjelet."
```

```
QOT?          "Veszi az adásomat? Várhatóan hány perc múlva áll készen az adásra?"
```

```
QOL?          "Van SELCAL vevőkészüléke? Mi a hívószáma?"
QOL ...       "Van SELCAL vevőkészülékem, a hívószámom ... ."
```

### Repülés
A repülésben a beszédkommunikáció az általános, de betűírásos üzenetekben még használnak számos különféle rövidítést. A morzejeles kommunikációra való készenlétet a különböző légiforgalmi szolgálatok legkésőbb az 1990-es években felszámolták, így az alábbi példák nagy része már csak történeti érdekességet jelent.
Meteorológiai információk:
```
QAN ...?      "Mi a felszíni szélirány és -sebesség ... helyen?"
QAN ... ... ... ...   "A felszíni szélirány ... helyen ... órakor ... fok, ... csomó volt."
```

```
QBA ...?      "Mennyi a vízszintes látótávolság ... helyen?"
```

```
QFE ... ...   "A ... repülőtér talajszintjén a jelenlegi légnyomás ... millibar."
```

```
QNT ...?      "Mekkora a széllökések legnagyobb sebessége ... helyen?"
```

Navigáció:
```
QAL ...       "Leszállok a ... helyen."
```

```
QBX ... ...?  "Elhagyta a ... magasságot ... helyen?"
```

```
QDR?          "Milyen mágneses irányszög vezet tőlem önhöz?"
```

```
QFU?          "Milyen irányú futópálya van használatban?"
```

```
QGL ... ...   "Beléphet a ... körzetbe a ... ponton."
```

Forgalmi közlemények:
```
QED           "Kövesse a felvezető járművet."
```

```
QEJ ...       "Foglalja el a felszálló helyzetet a ... futópályán és várakozzon ott."
```

```
QEN           "Várakozzon ezen a helyen."
```

```
QHE ...?      "Kérem, jelentse, amikor a forgalmi kör ... szakaszára ér."
```

Rádiózás:
```
QAR ...       "Felfüggesztem a készenléti frekvencia figyelését ... percre."
```

```
QIC ... ...   "Lépjen kapcsolatba a ... állomással a ... kHz frekvencián."
```

```
QJG?          "Visszaálljak automatikus közvetítésre?"
```

Egyéb:
```
QFR           "A futóműve sérültnek látszik." (Megfigyelőtől az átrepülő gépnek.)
```

```
QFQ?          "Égnek a leszállófények?
```

```
QFV           "Kérem, kapcsolja be a futópálya-megvilágítást."
```

### Általános üzenetek
Vannak olyan üzenetek, amelyek a repülésben és a hajózásban is használatosak, vagy azok voltak, esetleg az egyéb rádióforgalomban is értelmes jelentésük van, ezeket felesleges volna minden kódtartományba külön felvenni.
```
QRJ?          "Hány rádiótelefon-hívást jegyzett fel?"
```

```
QRO           "Növelje az adó teljesítményét." (Gyenge a vétel.)
```

```
QRX ... ...   "Újra hívni fogom ... órakor a ... kHz frekvencián."
```

```
QSQ?          "Van orvos a fedélzeten?"
```

```
QTM ...       "A haladási irányom a mágneses északhoz viszonyítva ... fok."
```

```
QUP ...       "A helyemet ... jelzi." (1: reflektor, 2: füstoszlop, 3: piro-fáklya)
```

```
QUS 3 ... ... "Roncsot látok a ... hosszúság ... szélesség pozíción."
```

### Amatőr rádiózás
A rádióamatőrök gyakran használnak zsargonszerű rövidítéseket, így Q-kódokat is, különösen morzejeles adásban. Ebben a táborban sportnak számít minél távolabbi állomásokkal közvetlen kapcsolatba lépni, kizárólag a rádiókészülék segítségével, és mivel a morze-adók sípjelei, ellentétben a beszéddel, gyenge, zajos vételben is megérthetők lehetnek, sok amatőr ma is használja a morzejeleket.
A sikeres kapcsolatteremtést sokan nevezik egyszerűen QSO-nak, a "Kommunikálni tudok ... állomással." jelentésű Q-kód után. A létrehozott kapcsolatot mindkét fél regisztrálja egy adatlapon, a partner azonosítójával, helyével, az időponttal, ezek birtokában tud a rádiós a versengésben részt venni. A regisztrálásra való felkérés kódja a QSL ("Nyugtázza a vételt?"), és ennek nyomán hívják az amatőrök a kis adatkártyát QSL-lapnak. Példaként nézzünk még néhány hagyományos üzenetet.
```
QRA?          "Mi a hívójeled?"
```

```
QRK ...       "A jeled érthetősége ... ." (1:rossz 2:gyenge 3:megfelelő 4:jó 5:kitűnő)
```

```
QRS           "Adj lassabban."
```

```
QRZ           "Ki az, aki hív?"
```

```
QSY ...M      "Válts a ... MHz frekvenciára."
```

```
QTU?          "Mettől meddig vagy hívható?"
```

Az amatőrök néha a hivatalostól jócskán eltérő, gyakran tréfás jelentésben is használnak egyes kódokat, nem egyszer olyanokat, amelyekhez hivatalosan nincs semmilyen jelentés rendelve. Ezeket egy-egy közösség alakítja ki a maga számára, és nem mindegyik ismert nemzetközileg. Ezekből néhány Q-kód példaként:
```
QKM?          "Hülyéskedsz?" ("
K
idding 
m
e?") (eredetileg nincs jelentése)
```

```
QFM           "Éhes vagyok!" ("
F
eed 
m
e!") (eredetileg: Tartsa a ... magasságot.)
```

```
QTW?          hosszú nap után: "Hogy vagy, bírod még?" (eredetileg: Milyen a túlélők állapota?)
```

```
QRJ           "Várj, telefonon keresnek." (eredetileg: ... darab telefonhívás érkezett.)
```

## Érdekességek
Sok Q-kódhoz tartozik egy kifejezés, amelyet a kód három betűje rövidít. Például a másik állomás felé vezető mágneses irányszögre vonatkozó kérdés kódja a QDM, és a hozzá tartozó kifejezés: Question Direction Magnetic (körülbelül: kérdezem irányt mágnesesen). Egy másik példa a helyi légnyomást jelentő QFE kód Field Elevation (itt: a reptér magassága). A már említett QNH kód pedig, amely a tengerszintre átszámított helyi légnyomást jelzi, a Quasi-Non-Hydrostatic (szinte nem hidrosztatikus nyomás) kifejezést rövidíti.
A fentiekkel kapcsolatban zavarja az összképet, hogy a QNH kód eredetéül más források más kifejezéseket adnak meg: Question about pressure at Nil Height (kérdésem a nyomás semmi magasságon), Nautical Height (hajózási magasság), Query Newlyn Harbour (kérdezem Newlyn Harbourt). (Délnyugat-Anglia partján, Newlyn Harbourben van kijelölve az átlagos tengerszint referenciapontja.) Az ezek után várható tanulság nem más, mint hogy nem a Q-kód rövidíti a kifejezést, hanem épp ellenkezőleg, a Q-kódhoz utólag, emlékeztetőül kreáltak a kód jelentését felidézni képes kifejezéseket, úgynevezett mnemonikokat. A világ különböző részein, a különféle iskolákban más-más emlékeztetőt tanítanak a pilóta- és távírásznövendékeknek. Elképzelhető, hogy a Q-kódok némelyikének megválasztásakor valóban egy kifejezés alapján jelölték ki a két betűt, de a Q-kódex többnyire felosztható témákra, helyzetekre, így a kódbetűk megválasztásában nagyobb szerepe lehetett a témakör kódjainak megfelelő elkülönítésére irányuló szándéknak.
Háborús és repülős témájú játékfilmekből mára ismertté vált, hogy az ábécé betűinek helyettesítésére bizonyos szakterületeken teljes szavak egységesített készletét használják, hasonlóan ahhoz, amikor keresztnevek kimondásával betűzünk ki szavakat, a pontos érthetőség érdekében. Az angol nyelvre alapuló nemzetközi lista "alpha"-tól "zulu"-ig tart. Ha például egy rádióüzenetben ezt halljuk: "alpha yankee foxtrot niner one kilo", akkor az AYF91K jelsorozatot közölték betűzve. Beszédben, a félreérthetőség megszüntetésére ma is változatlanul használják ezt a módszert például a légiközlekedésben zajló rádióforgalomban. Telex-jellegű berendezésekben és morzejeles adásokban viszont, mivel a betűk elértése ezekben nem fordulhat elő, csak akkor használják, ha a rádiózó felek az esetleges zavarok hatásának a kiküszöbölését is nagyon fontosnak tartják az adott betűjelek továbbításakor. Tehát ha egy rádióamatőr a QSL kódot akarja közölni, akkor nem fogja morzejelekkel ezt írni: QUEBEC SIERRA LIMA, hanem csak ennyit: QSL.